# Vanilla dubia
Vanilla dubia är en orkidéart som beskrevs av Frederico Carlos Hoehne. Vanilla dubia ingår i släktet Vanilla och familjen orkidéer. Inga underarter finns listade i Catalogue of Life.